# György Cserhalmi
György Cserhalmi (ur. 17 lutego 1948 w Budapeszcie) – węgierski aktor teatralny i filmowy. W 1971 roku ukończył studia w Akademii Aktorskiej. Jest fundatorem Labdater Theatre w Światowym Centrum Kultury.

## Zatrudnienie
- 1971: Teatr Csokonai Nemzeti Színház, Debreczyn
- 1972-1975: Veszprémi Petőfi Színház, Veszprém
- 1979-1983: Teatr Narodowy, Budapeszt
- 1983-1989: Teatr Katona József Színház, Budapeszt
- 1989-1991: Teatr Narodowy, Budapeszt
- od 1991: freelancer, obecnie związany z Teatrem Vörösmarty Szinház w Székesfehérvárze[1]

## Nagrody
- Nagroda Kossutha(1990)
- Nagroda SZOT prize (1988)
- Nagroda Elżbiety (1987)
- Nagroda Balazsa Beli (1982)

## Role filmowe
Występując w ponad 200 filmach, od początku lat ’70 stał się jednym z najbardziej znanych węgierskich aktorów współczesnych. W 1978 roku wystąpił w filmie 80 Huzarów (reż. Sándor Sára), którego akcja rozgrywała się na terenie zaboru austriackiego w czasie Wiosny Ludów. Popularność zyskał po roli jaką zagrał Mephisto, zrealizowanym w 1981 roku przez Istvána Szabó, gdzie występował m.in. z Krystyną Jandą i Klausem Maria Brandauerem. Debiutował w 1976 w filmie Azonosítás, za rolę w którym, na 26 Międzynarodowym Festiwalu Filmowym zdobył nagrodę Srebrnego Niedźwiedzia. W 2005 roku zagrał główną rolę w nominowanym do Oskara w kategorii najlepszego filmu nieanglojęzycznego w czesko-słowackim filmie Żelary. Światowej sławy niemiecki reżyser Wim Wenders umieścił Györgya Cserhalmiego na swojej liście 10 najlepszych aktorów.

## Role teatralne
Obsadzany w spektaklach realizowanych na podstawie twórczości Szekspira, Gorkiego, Sofoklesa, Goethego, Strindberga, Moliera oraz sztukach teatralnych autorów węgierskich.